# بابسن پارک (فلوریدا)
بابسن پارک (به انگلیسی: Babson Park) یک منطقهٔ مسکونی در ایالات متحده آمریکا است که در شهرستان پولک، فلوریدا واقع شده‌است. بابسن پارک ۳٫۹ کیلومتر مربع مساحت و ۱٬۱۸۲ نفر جمعیت دارد و ۴۴ متر بالاتر از سطح دریا قرار دارد.